# Cain
Cain ist ein englischer Familienname.

## Namensträger
- Ashley Cain (* 1995), US-amerikanische Eiskunstläuferin
- Bill Cain (* 1948), US-amerikanisch-französischer Basketballspieler
- Charles Nall-Cain, 3. Baron Brocket (* 1952), britischer Adliger, Politiker und Fernsehmoderator
- Chelsea Cain (* 1972), US-amerikanische Schriftstellerin
- Chris Cain (* 1955), US-amerikanischer Bluesmusiker
- Christopher Cain (* 1943), US-amerikanischer Filmregisseur
- Dean Cain (* 1966), US-amerikanischer Schauspieler
- Ethel Cain (Zeitansagerin) (1909–1996), britische Zeitansagerin und Schauspielerin
- Ethel Cain (Sängerin) (* 1998), US-amerikanische Singer-Songwriterin
- Georges Cain (1856–1919), französischer Maler
- Gina Champion-Cain (* 1965), US-amerikanische Finanzmaklerin sowie Anlagebetrügerin
- Hannah Cain (* 1999), walisische Fußballspielerin
- Hans Cain (Mediziner) (1919–1983), deutscher Mediziner
- Hans-Ulrich Cain (* 1951), deutscher Klassischen Archäologie
- Harry P. Cain (1906–1979), US-amerikanischer Politiker
- Henri Cain (1857–1937), französischer Maler, Dramatiker und Librettist
- Henry Cain (1935–2005), US-amerikanischer Pianist
- Herb Cain (1913–1982), kanadischer Eishockeyspieler
- Herman Cain (1945–2020), US-amerikanischer Geschäftsmann und Politiker
- J. V. Cain (* 1979), US-amerikanischer Footballspieler
- Jackie Cain (1928–2014), US-amerikanische Sängerin
- James M. Cain (1892–1977), US-amerikanischer Journalist und Schriftsteller
- Jason Cain (* 1985), US-amerikanischer Basketballspieler
- John Cain (1882–1957), australischer Politiker und Premier von Victoria
- John Cain junior (1931–2019), australischer Politiker und Premier von Victoria
- Julien Cain (1887–1974), französischer Bibliothekar und Funktionär
- Larissa Cain (* 1932), polnisch-französische Dentistin und Holocaustüberlebende
- Larry Cain (* 1963), kanadischer Kanute
- LeRoy E. Cain (* 1964), US-amerikanischer Ingenieur
- Lynn Cain (* 1955), US-amerikanischer American-Football-Spieler
- Mary Cain (* 1996), US-amerikanische Mittel- und Langstreckenläuferin
- Peter Cain (* 1958), australischer Eiskunstläufer
- Richard Cain (Polizist) (1931–1973), US-amerikanischer Polizist und Mafioso
- Richard H. Cain (1825–1887), US-amerikanischer Politiker
- Sharon Cain (* 1964), US-amerikanische Handballspielerin
- Stephen Cain (Dichter) (* 1970), kanadischer Sprachwissenschaftler und Dichter
- Stephen Cain (Leichtathlet) (* 1984), australischer Zehnkämpfer
- Syd Cain (1918–2011), britischer Filmarchitekt
- Timothy Cain, US-amerikanischer Computerspielentwickler
- Ursula Cain (1927–2011), deutsche Tänzerin und Tanzpädagogin
- Walker O. Cain (1915–1993), US-amerikanischer Architekt
- William Cain (1792–1878), US-amerikanischer Politiker